# Шуазель (провінція)
Шуазе́ль (англ. Choiseul) — одна з провінцій (одиниця адміністративно-територіального поділу) Соломонових Островів. Включає в себе острів Шуазель і три порівняно невеликих острови (Таро, Вагіна і Роб-Рой). Площа — 3837 км², населення 26 372 чоловік (2009). Адміністративний центр — острів Таро.